# Ure
Ure; gre za roman, ki je Cunninghama kar katapultiral med enega izmed najpomembnejših ameriških piscev. Za to delo je dobil tudi Pullitzerjevo nagrado ter nagrado Pen/Faulkner, kar je le delček v mozaiku priznanj za to izjemno delo. Največja nagrada je zagotovo to, da se je delo zapisalo v zgodovino in postalo tako rekoč nesmrtno.
Ta roman je presežno delo romana Gospa Dalloway pisateljice  Virginije Wolf, ene izmed najpomembnejših angleških in svetovnih pisateljic. Pri Gospa Dalloway se junakinja trudi priti skozi stresen dan, pri Urah pa se bojujejo z dnevom kar tri junakinje, ženske iz treh generacij.

## Vsebina
Michael Cunningham je rojen leta 1952 v Ohiu, sedaj pa živi v New Yorku. Je zelo odprt človek, zato niti ne skriva razmerja s svojim partnerjem, s katerim živita skupaj že 18 let. Njegova spolna usmerjenost veliko vpliva na njegova dela, saj bralec ne more spregledati kako pisatelj podrobno in natančno opiše vsak poljub in občutke, ki se pojavijo ob le-tem. Tudi pri opisovanju vsakdanjih, za bralca nepomembnih stvari,  pisatelj ne izpusti niti najmanjšega detaila, kaj šele občutka ali čustva. Vsa pisateljeva doživljanja kar vrejo na dan, katera spretno niza na papir, da bralca kar vlečejo in vlečejo naprej v naslednji dogodek. Tako bralec ob začetku nemara pomisli o pomenu naslova romana »Ure«. O vsakem dogodku ali stvari bi pisatelj pisal lahko ure in ure, če bi se naslov navezoval na način pisanja. Ko pa se bralec bliža koncu romana, pa dobi naslov »Ure« čisto drugačne razsežnosti.
Ure pripovedujejo zgodbo treh žensk, ki žive vsaka v svojem času in okolju. Povezujejo jih strahovi pred spremembami, skrivnosti življenja in smrti, ter hrepenenje po drugačnem življenju oziroma hrepenenje po neizživetih čustvih.
V zgodnjih dvajsetih letih se Virginia Wolf na obrobju Londona bojuje s sabo in pisanjem romana Gospa Dalloway. Kljub temu, da ima ob sebi moža, ne vidi več smisla da bi se borila z njeno psihično boleznijo saj noče več takega življenja.
Po koncu druge svetovne vojne Laura Braun, žena in mati, v Los Angelesu prebira knjigo Gospa Dalloway. Je vzorna gospodinja, vendar potrta. S prebiranjem knjige ubeži v svoj svet, kjer išče moč za velike spremembe v svojem življenju.
Konec 20. stoletja živi v New Yorku Clarisa Vaughan, novodobna gospa Dalloway, kot jo je poimenoval njen prijatelj Richard. Živi s svojo partnerico in pripravlja zabavo za svojega prijatelja Richarda, kateri umira za aidsom. Za Richarda skrbi in ga neguje, ter se še vedno spominja trenutka neizmerne sreče, ki ga je doživela z njim pred leti. To noče izgubiti, saj le v tem vidi smisel življenja. Vendar kljub vsemu na koncu ostane sama. Sama se mora soočiti z lastnimi strahovi in osamljenostjo.
Na koncu tega romana presenečeno spoznamo, da so vse te tri zgodbe zelo povezane, deloma tudi prek sorodstvenih vezi. Vse tri ženske premagujejo dnevne pritiske,vse notranje bitke, a vendarle uspejo preživeti ta dan.
Ure nas spominjajo, da je v življenju dragocen vsak trenutek. Življenje naj nam ne mine v urah obžalovanja izgubljenih trenutkov ljubezni, ampak se raje trudimo, da prepoznamo trenutke sreče in ljubezni, ter v njih živimo in jih navsezadnje nesebično poklanjamo tudi drugim. Vsakdanji problemi v življenju ne izbirajo glede na poklic, status ali spolno usmerjenost. Pred njimi smo si vse enaki, kakor tudi pred smrtjo, ki je vedno med nami in kateri nihče ne uide.

## Zbirka
Roman je izšel v Londonu pri Fourth Estate in založbi Sanje.

## Ocene in nagrade
Leta 1999 so Ure (The Hours), očarale številne kritike in bralce. Zanje je avtor dobil Pulitzerjevo nagrado za literaturo ter prvo mesto na svetovnih prodajnih lestvicah. 

## Izdaje in prevodi
Ameriški izvirnik iz leta 1998 (COBISS)
Angleška izdaja iz leta 1999 (COBISS)
Angleška izdaja iz leta 2002 (COBISS)
Slovenska izdaja knjige iz leta 2003 (COBISS)

## Priredbe
Po romanu je režiser Stephen Daldry (Billy Eliot) posnel film, ki po mnenju številnih kritikov velja za enega najboljših ameriških filmov zadnjih let. The Hours (Ure do večnosti) so prejele vrsto najuglednejših priznanj.